# ブルザ級駆逐艦
| ブルザ級駆逐艦     | ブルザ級駆逐艦 |
| ------------------ | --- |
| 1940年時のブルザ。 | |
| 艦級概観           | |
| 艦種               | 駆逐艦 |
| 艦名               | |
| 前級               | |
| 次級               | グロム級 |
| 性能諸元           | |
| 排水量             | 常備：1,540トン 満載：1,920トン |
| 全長               | 107.2m |
| 水線長             | 109.0m |
| 全幅               | 10.2m |
| 吃水               | 常備：3.1m 満載：3.5m |
| 機関               | デ・テンム式重油専焼水管缶3基 +パーソンズ式ギヤード・タービン2基2軸推進                                                                      |
| 最大出力           | 33,000shp |
| 速力               | 33.0ノット（公試時：33.8ノット） |
| 航続距離           | 15ノット/3,000海里 |
| 燃料               | 重油：330トン |
| 乗員               | 155〜160名 |
| 兵装               | 13cm（50口径）単装速射砲4基 4cm（39口径）ポンポン砲2基 13.2mm（76口径）連装機銃2基 55cm水上魚雷発射管三連装2基 連装爆雷投射機2基（爆雷60個） |

ブルザ級駆逐艦（ポーランド語:Niszczyciel typu Burza）は、ポーランド海軍がフランスより購入した駆逐艦の艦級（Niszczyciel）で、2隻が就役した。

## 建造までの経緯

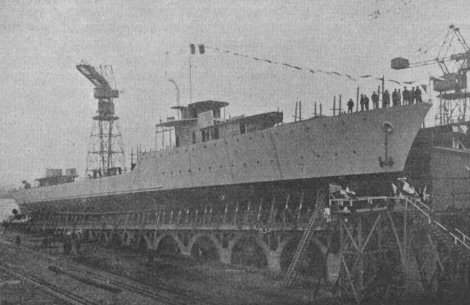
ドックで撮られたブルザ。

第一次世界大戦後、ポーランド軍は西方のかつての大国ドイツや東方のソ連へ対抗するべく列強からの援助を得て陸軍は騎兵隊や装甲列車、空軍は国産の戦闘機や爆撃機など数は少ないものの優れた戦力を揃えつつあった。しかし、海上戦力では未だ発展途上の段階で、ヴェルサイユ条約の軍備制限条項によってかつてのドイツ帝国海軍（Kaiserliche Marine）とは比較にならないほど弱体化させられたワイマール・ドイツ海軍（Reichsmarine）とは言え、準弩級戦艦2隻に巡洋艦6隻と旧式駆逐艦10数隻の陣容は依然としてポーランド海軍にとっては脅威であった。
第一次大戦後にフランスと交わした同盟規約には、フランス海軍は巡洋艦戦隊をバルト海に派遣する約束があり、その後には装甲巡洋艦二隻(もしくは準弩級戦艦ダントン級)・軽巡洋艦4隻・駆逐艦4隻・潜水艦3隻へと強化された。

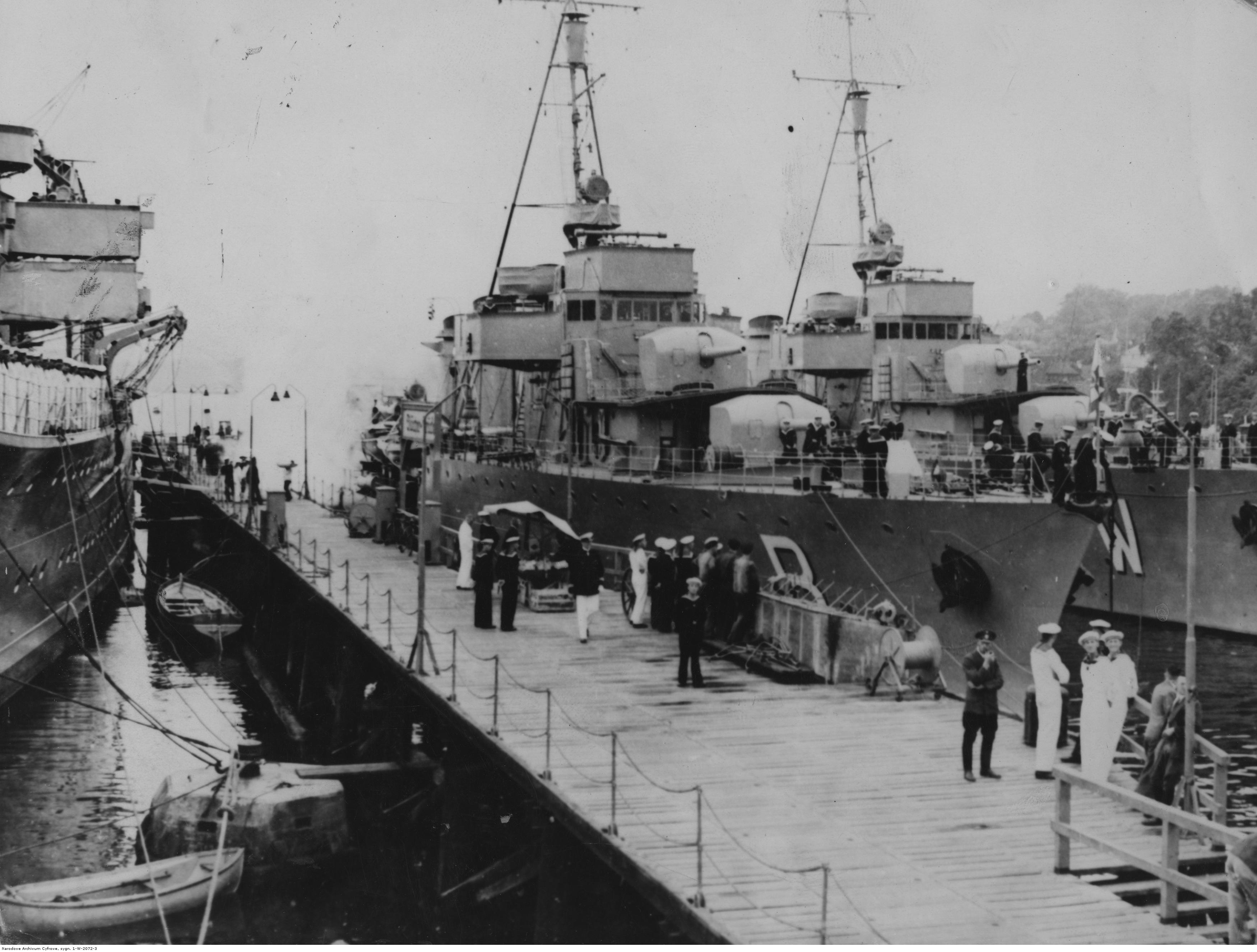
1935年にキールにて撮られたブルザとヴィヘル。

しかし、自国の防衛を同盟国任せには出来ない事を経験則的に知っていたポーランド海軍は1924年に海軍整備計画を発表した。その計画は14年間に巡洋艦2隻・駆逐艦6隻・水雷艇と潜水艦を12隻ずつ整備するという意欲的なものであった。そして、その計画の第一陣として1926年4月にフランスに発注されたのが本級ことブルザ級である。
同盟国ポーランドから本型の建造を依頼されたフランスは基本設計を駆逐艦ブーラスク級に採った。この頃のフランス海軍では第一次大戦からの戦訓で外洋航行も可能な「艦隊水雷艇(フランス海軍の種別では駆逐艦も水雷艇と同等)」の整備に取り組んでいた。
タイプシップとなったブーラスク級は外洋航行能力に有効な鋭く前方に伸びたクリッパー・バウと高い艦首乾舷を持つ船体に13cm単装砲を4門という充分な火力を持ち、33.4ノットの連続航行が可能な信頼性ある機関をシフト配置(機関を前後に二分割して間隔をあけて配置する生存性の高い配置)に積んだ高性能艦であった。

## 艦形について

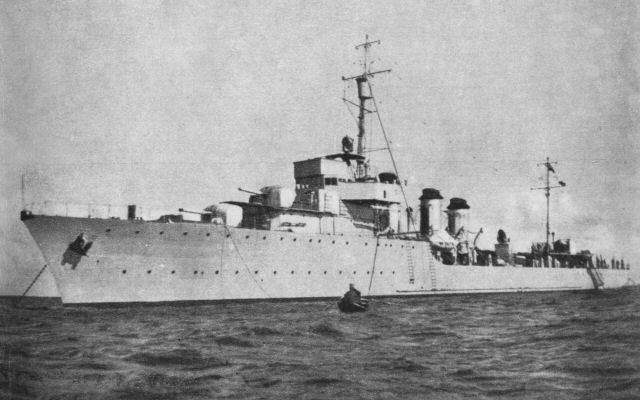
左舷から撮られた駆逐艦ヴィヘル。

船体形状はこの当時のフランス駆逐艦に用いられた船首楼型船体でクリッパー・バウ型の艦首から「13cm（40口径）速射砲」を防盾の付いた単装砲架を背負い式で2基、風雪厳しいバルト海での運用に耐える重厚な箱型の艦橋後部には三脚型の前部マストが立ち、船体中央部に後方に向けやや傾斜した3本煙突が1番煙突と2番煙突の間がシフト配置のためにやや離されて立つ。
煙突の左右甲板は艦載艇置き場となっており、3番煙突左右に4cm対空機関砲が単装砲架で1基ずつ。その後部から55cm三連装魚雷発射管が直列に2基配置された。
その背後に単脚式の後部マストが立ち、後部甲板上に後ろ向きに13cm主砲が背負い式で2基の順である。艦尾甲板上は機雷置き場となり、艦尾へと伸びた二本のレールにより投下される。

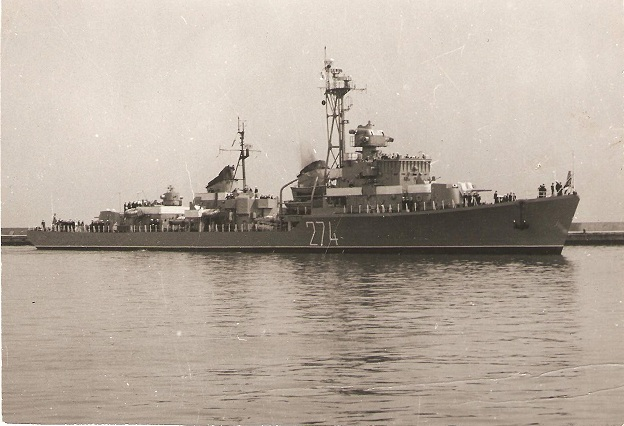
1970年代に撮られた駆逐艦ヴィヘル。

第二次世界大戦後の1952年4月～1955年3月にかけて駆逐艦へと復帰工事が行われ、武装は10ｃｍ（56口径）連装砲2基、3.7cm（70口径）連装機関砲4基、新型レーダーとソナーを装備して再就役した。排水量は2,240トンで速力は30ノットとなった。

## 武装

### 主砲、その他備砲、雷装

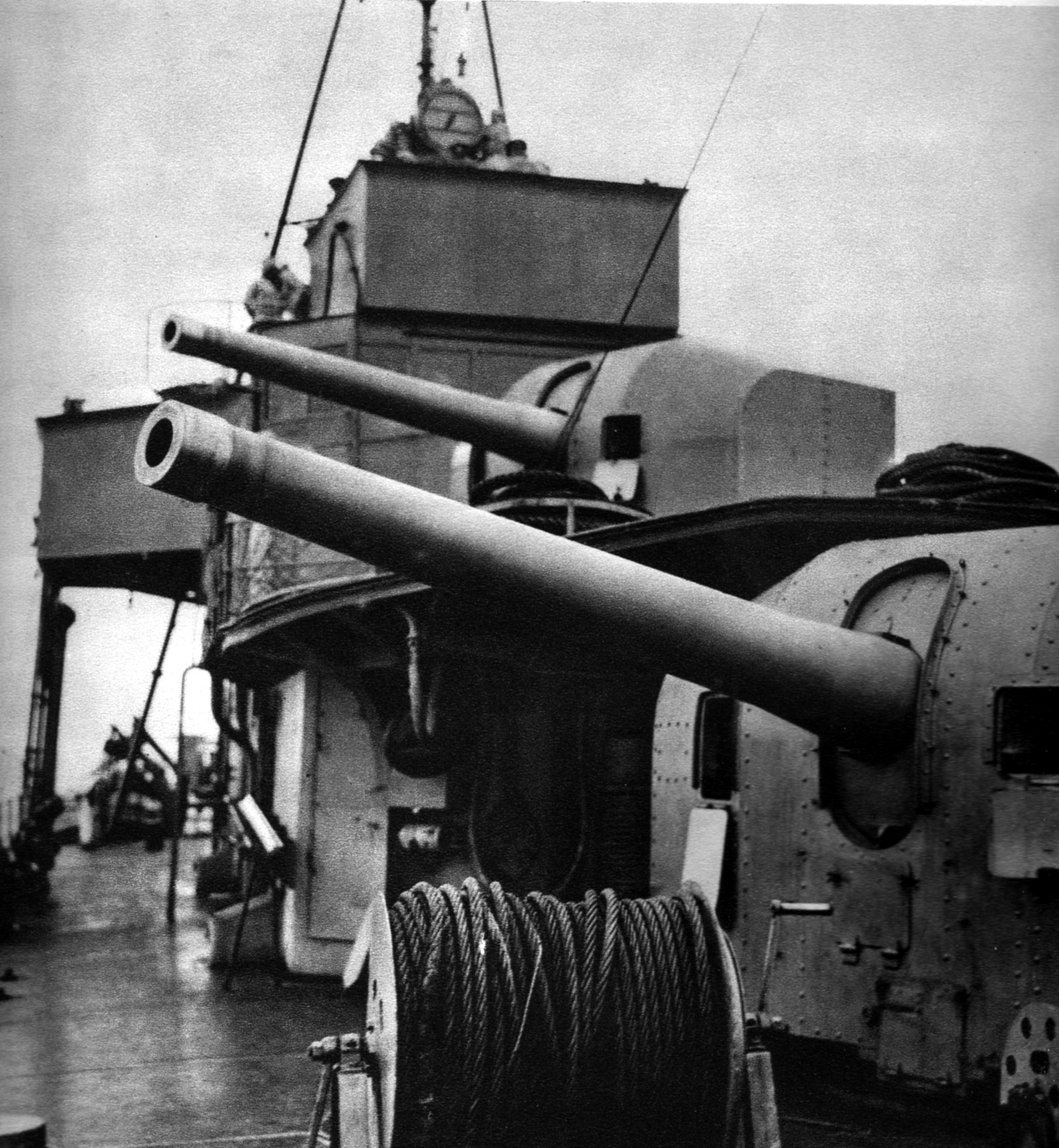
M1924 13cm（40口径）速射砲

本艦の主砲はフランスの兵器メーカーのシュナイダー社が作成したM1924 13cm（40口径）速射砲である。この砲は毎分5〜6発を発射でき、重量32〜34.85kgの砲弾を仰角35度で最大射程は18,700 mまで届かせることができ、射程10,000mから80mmの装甲を貫通する能力を持っていた。
これは装甲をもたないドイツの駆逐艦や舷側装甲を持たない防護巡洋艦、更には軽巡洋艦エムデンの50mm装甲でさえも破れる能力を持っていた。これを単装砲架で前甲板に2基、後甲板に2基配置した。

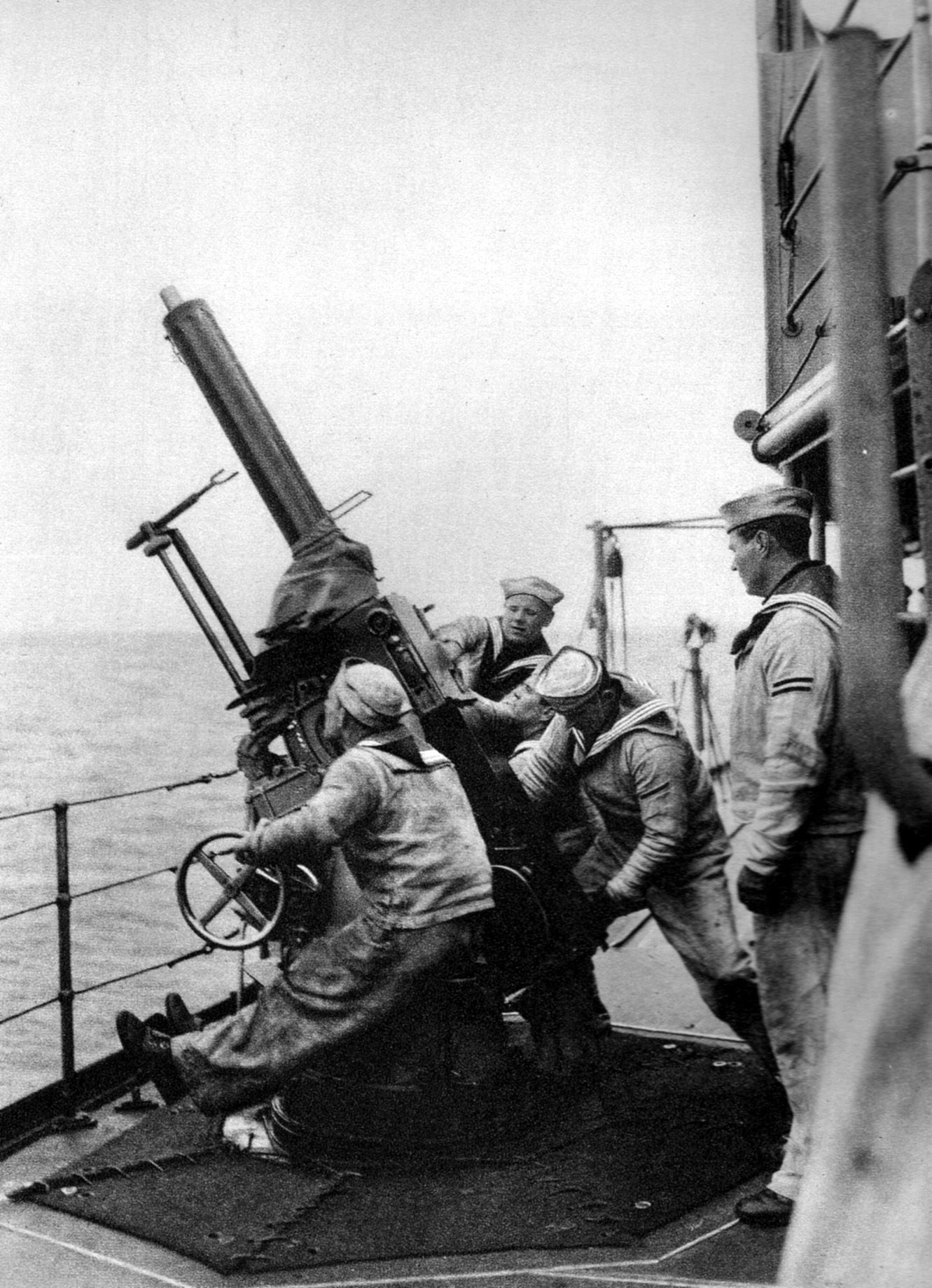
ヴィヘルの舷側で4cmポンポン砲を操作する水兵。

その他は、対空火力としてヴィッカーズ40mmポンポン砲を単装砲架で2基ずつ搭載した。就役後の1935年にフランスのオチキス社のオチキス 13.2mm（76口径）機関銃を連装砲架で2基追加した。他に対艦攻撃用に水雷兵装として55cm3連装魚雷発射管を2基装備した。

### 就役後の改装
第二次世界大戦中の1940年にブルザは2番55cm三連装魚雷発射管1基を撤去して、跡地にアームストロング 7.62cm（45口径）高角砲を単装砲架で1基と、甲板上に12.7mm（62口径）連装機銃4基を追加した。
1942年更に主砲の13cm速射砲のうち1番・3番の計2基と4cmポンポン砲2基と12.7mm機銃全てを撤去、新たに対空火器として4cm四連装ポンポン砲を3番主砲跡地に1基、エリコン 2cm（76口径）機銃を単装砲架で4基に更新。対潜兵装として17.8cm24連装対潜爆雷投射機1基を搭載した。他に271型レーダーと292型レーダーを搭載した結果、満載排水量は2,430トンに増加した。1943年にエリコン 2cm単装機銃2丁が追加装備された。

## 機関
ボイラーはド・テンム式重油専焼缶3基にパーソンズ式ギヤード・タービン2基2軸推進で最大出力33,000hp、速力33ノットを発揮した。速力15ノットで航続距離は3,000海里と計算された。

## 同型艦
- ブルザ

フランス、CNF社カーン造船所にて1927年11月起工、1929年4月26日進水、1930年7月に就役。1944年11月に練習艦に類別。1951年に駆逐艦に復帰。1960年5月に除籍。

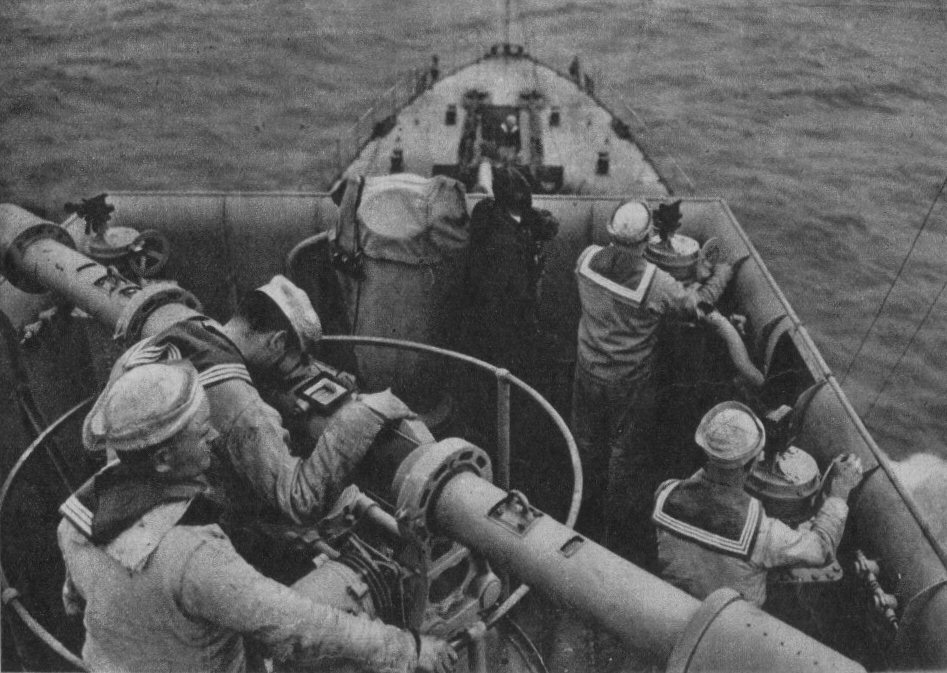
ブルザの艦橋上での測距儀を覗く水兵
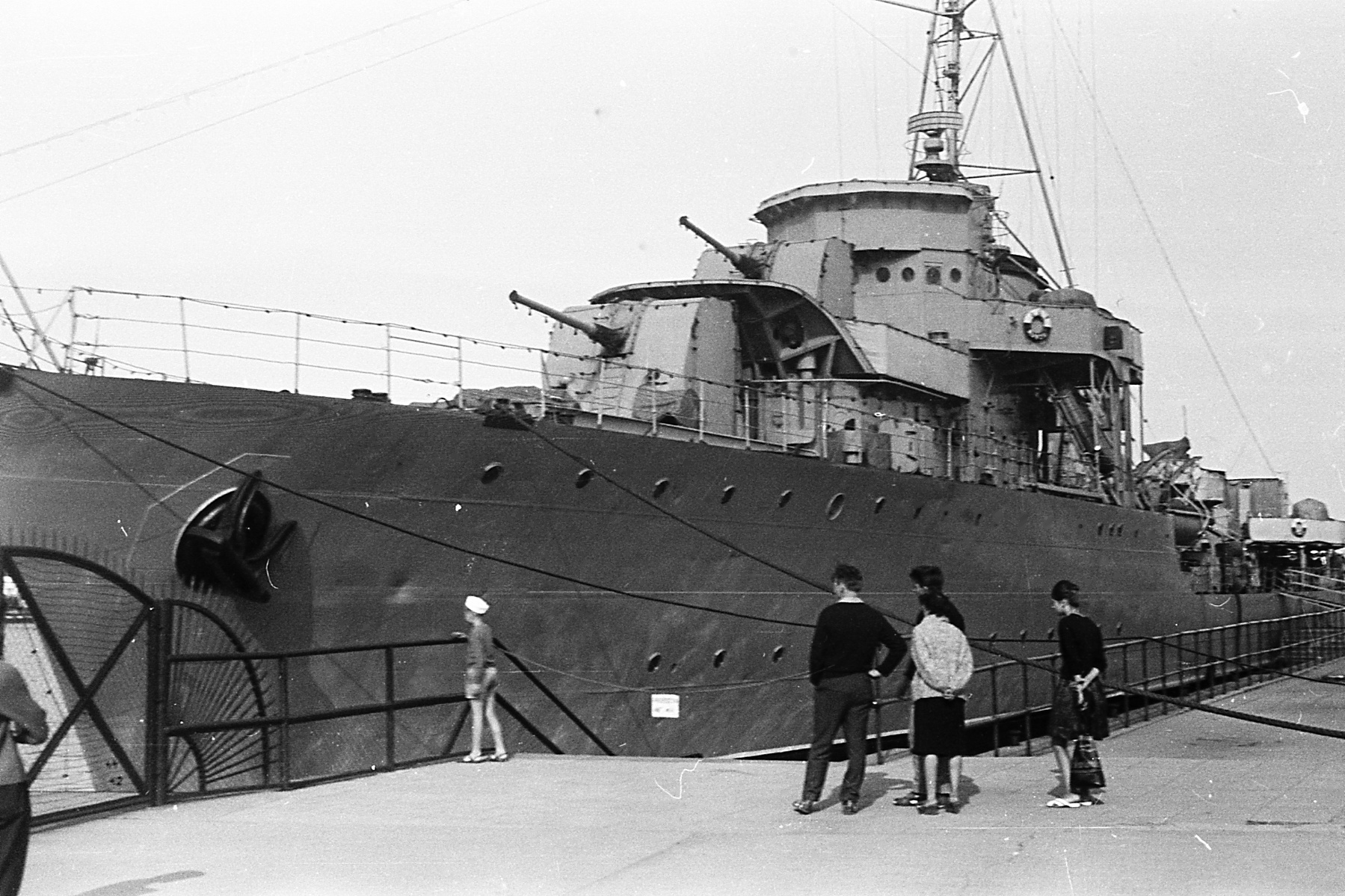
博物館の展示物となったブルザ（1962年）

- ヴィヘル

フランス、CNF社カーン造船所にて1927年2月起工、1928年8月8日進水、1930年7月に就役。1939年9月3日にドイツ空軍の爆撃により大破後、自沈処分。1946年に浮揚後、1955年に航空爆撃の標的として使用。1963年以降に解体処分。

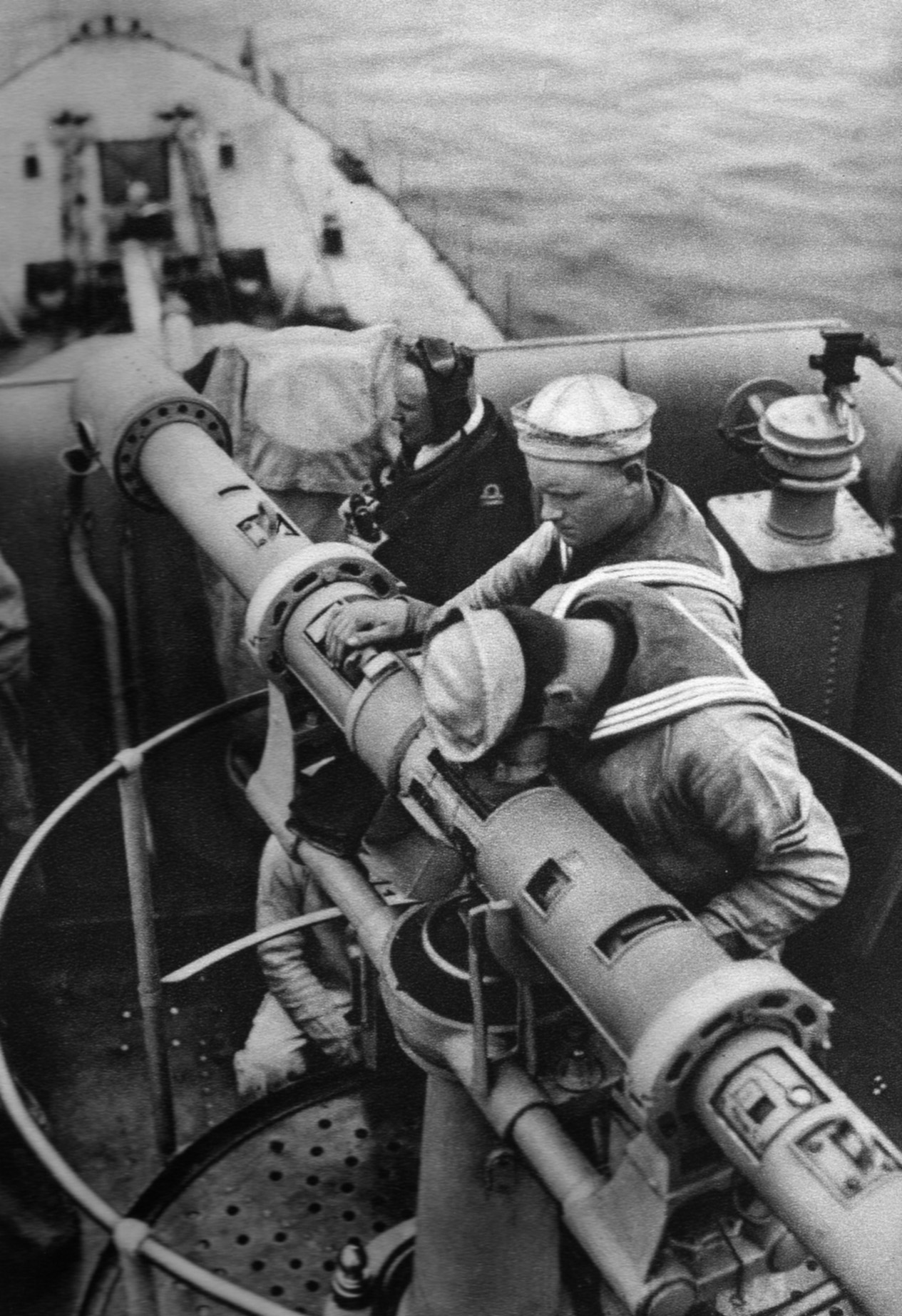
ヴィヘルの後部測距儀を覗く水兵
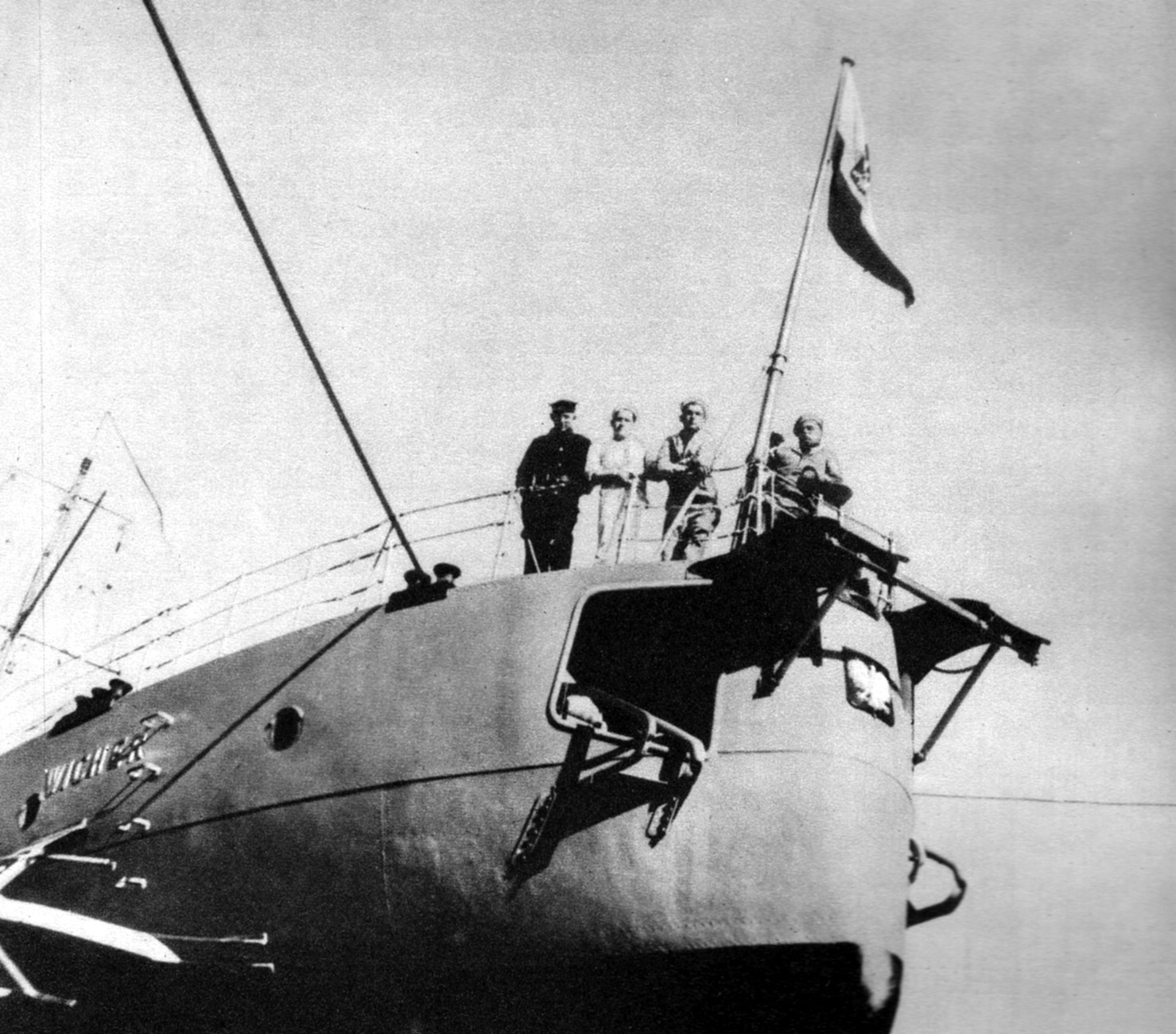
ヴィヘルの艦尾

## 参考図書
- 「Conway All The World's Fightingships 1922-1946」（Conway）
- 「世界の艦船増刊第17集 第2次大戦のフランス軍艦」（海人社）